# Ranunculus orbicans
Ranunculus orbicans — вид квіткових рослин з родини жовтецевих (Ranunculaceae).

## Поширення
Росте в Україні, Фінляндії, Росії Балтійських країнах.